# 2-й гвардейский авиационный корпус авиации дальнего действия
2-й гвардейский авиационный Брянский корпус дальнего действия (2-й гв. ак дд) —соединение дальней бомбардировочной авиации Военно-Воздушных сил (ВВС) Вооружённых Сил РККА, принимавшее участие в боевых действиях Великой Отечественной войны.

## Наименования корпуса
- 2-й гвардейский авиационный корпус дальнего действия;
- 2-й гвардейский Брянский авиационный корпус дальнего действия;
- 2-й гвардейский бомбардировочный авиационный Брянский корпус (второго формирования);
- 70-й гвардейский тяжёлый бомбардировочный авиационный Брянский корпус.

## Создание корпуса
2-й гвардейский авиационный корпус дальнего действия создан 20 мая 1943 года во исполнение Постановления Государственного Комитета Обороны № ГКО-3275сс от 30 апреля 1943 года

1. Сократить авиадивизии 90-самолётного состава, имеющиеся в авиации ДД, до 60-самолётного состава и сформировать из них авиационные корпуса ДД, по 2 авиадивизии в каждом корпусе…
3. Авиакорпусам ДД, формирующимся из гвардейских авиадивизий — присвоить звание гвардейских авиакорпусов ДД.…
4. Сформировать к 1 июня 1943 года:… 2 гвардейский авиакорпус ДД (на самолётах ИЛ-4)…
6. Назначить: Командиром 2 гвардейского авиакорпуса ДД — генерал-майор авиации тов. Логинова…"— Постановление ГКО № ГКО-3275сс от 30 апреля 1943 года

## Преобразование корпуса
2-й гвардейский авиационный Брянский корпус дальнего действия 17 января 1945 года преобразован во 1-й гвардейский Брянский бомбардировочный авиационный корпус

## В действующей армии
В составе действующей армии:
- с 20 мая 1943 года по 17 января 1945 года[3], всего 609 дней

## Командир корпуса
- генерал-майор авиации Логинов, Евгений Фёдорович[4]. Период нахождения в должности: с 20 мая 1943 года по 13 марта 1944 года
- генерал-лейтенант авиации Логинов, Евгений Фёдорович[4]. Период нахождения в должности: с 13 марта 1944 года по 17 января 1945 года

## В составе объединений
| Объединение               | Период                  |
| ------------------------- | ----------------------- |
| Авиация дальнего действия | 20.05.1943 — 06.12.1944 |
| 18-я воздушная армия      | 06.12.1944 — 17.01.1945 |

## Соединения, части и отдельные подразделения корпуса
- 2-я гвардейская авиационная Севастопольская дивизия дальнего действия[5]
  - 3-й гвардейский авиационный Смоленский Краснознамённый полк дальнего действия (Ил-4)
  - 18-й гвардейский авиационный Севастопольский Краснознамённый полк дальнего действия (Ил-4)
  - 327-й бомбардировочный авиационный полк (Ил-4, Ер-2)
- 8-я гвардейская авиационная Орловская дивизия дальнего действия[5]
  - 8-й гвардейский авиационный Ржевский Краснознамённый полк дальнего действия (Ил-4)
  - 19-й гвардейский бомбардировочный авиационный Рославльско-Катовицкий Краснознамённый полк (Ил-4)
  - 329-й бомбардировочный авиационный полк (Ер-2)
- 112-й авиационный полк ночных охотников-блокировщиков дальнего действия, 10 января 1944 года переименован в 26-й гвардейский авиационный полк ночных охотников-блокировщиков дальнего действия (в оперативном подчинении командира корпуса (A-20G и В-25))[6]

С 21 декабря 1944 года в соответствии с Постановлением ГКО СССР от 06.12.1944 г. в состав корпуса вошли:
- 3-я гвардейская авиационная дивизия дальнего действия[7]:
  - 10-й гвардейский авиационный полк дальнего действия (Ил-4)[7];
  - 20-й гвардейский авиационный полк дальнего действия (Ил-4)[7];
  - 332-й авиационный полк дальнего действия Ер-2[7];
- 7-я гвардейская авиационная дивизия дальнего действия[7]:
  - 9-й гвардейский авиационный полк дальнего действия (Ил-4)[7];
  - 21-й гвардейский авиационный полк дальнего действия (Ил-4)[7];
  - 328-й авиационный полк дальнего действия Ер-2[7];

## Участие в операциях и битвах
- Курская битва[4] — 5 июля 1943 года по 25 августа 1943 года.
- Орловская операция «Кутузов»[4] — с 12 июля 1943 года по 18 августа 1943 года.
- Брянская операция[4] — с 17 августа 1943 года по 3 октября 1943 года.
- Черниговско-Припятская операция[4] — с 26 августа 1943 года по 30 сентября 1943 года.
- Смоленско-Рославльская операция[4] — с 15 сентября 1943 года по 2 октября 1943 года.
- Воздушная операция против Финляндии — с 6 февраля 1944 года по 27 февраля 1944 года.
- Псковская наступательная операция — с 9 марта 1944 года по 15 апреля 1944 года.
- Крымская операция[4] — с 8 апреля 1944 года по 12 мая 1944 года.
- Белорусская операция «Багратион»[4] — с 23 июня 1944 года по 29 августа 1944 года.
- Бобруйская операция — с 24 июня 1944 года по 29 июня 1944 года.
- Минская операция — с 29 июня 1944 года по 4 июля 1944 года.
- Ясско-Кишиневская операция[4] — с 20 августа 1944 года по 29 августа 1944 года.

## Гвардейские части
- 112-й авиационный полк ночных охотников-блокировщиков дальнего действия переименован в 26-й гвардейский авиационный полк дальнего действия[8]

## Почётные наименования
- 2-му гвардейскому авиационному корпусу дальнего действия 27 мая 1944 года за отличие в боях при форсировании реки Десна и при овладении важнейшими опорными пунктами обороны немцев на рубеже реки Десна, крупными промышленными центрами – городами Брянск и Бежица[9] присвоено почётное наименование «Брянский»[10]
- 2-й гвардейской авиационной дивизии дальнего действия присвоено почётное наименование «Севастопольская»[10]
- 8-й гвардейской авиационной дивизии дальнего действия присвоено почётное наименование «Орловская»[10]
- 19-му гвардейскому авиационному полку дальнего действия 25 сентября 1943 года за отличия в боях при форсировании реки Днепр и овладении штурмом городов Смоленск — важнейшего стратегического узла обороны немцев на западном направлении, и Рославль — оперативно важным узлом коммуникаций и мощным опорным пунктом обороны немцев на могилевском направлении на основании приказа Верховного Главнокомандующего присвоено почетное наименование «Рославльский»[11].
- 26-му гвардейскому авиационному полку дальнего действия за отличие в боях при овладении областным центром Белоруссии городом и крепостью Брест (Брест-Литовск) — оперативно важным железнодорожным узлом и мощным укрепленным районом обороны немцев на варшавском направлении присвоено почётное наименование «Брестский»[12][13].

## Благодарности Верховного Главного Командования
- За отличие в боях при овладении штурмом крепостью и важнейшей военно-морской базой на Чёрном море городом Севастополь[14].
- За отличия в боях при прорыве обороны немцев на Могилевском направлении и форсировании реки Проня западнее города Мстиславль, при овладении районным центром Могилевской области — городом Чаусы и освобождении более 200 других населённых пунктов, среди которых Черневка, Ждановичи, Хоньковичи, Будино, Васьковичи, Темривичи и Бординичи<[15].
- За отличие в боях при овладении  столицей Советской Белоруссии городом Минск – важнейшим стратегическим узлом обороны немцев на западном направлении[16].
- За отличие в боях при овладении  областным центром Белоруссии городом и крепостью Брест (Брест-Литовск) – оперативно важным железнодорожным узлом и мощным укрепленным районом обороны немцев на варшавском направлении[13].

## Герои Советского Союза
- Алексеев Николай Алексеевич, гвардии майор, штурман 18-го гвардейского авиационного полка дальнего действия 2-й гвардейской бомбардировочной авиационной дивизии дальнего действия 2-го гвардейского бомбардировочного авиационного корпуса авиации дальнего действия Указом Президиума Верховного Совета СССР 19 августа 1944 года удостоен звания Герой Советского Союза. Золотая Звезда № 4066
- Бурлуцкий Павел Иванович, гвардии подполковник, командир 26-го гвардейского авиационного полка дальнего действия 2-й гвардейской бомбардировочной авиационной дивизии дальнего действия 2-го гвардейского бомбардировочного авиационного корпуса авиации дальнего действия Указом Президиума Верховного Совета СССР 19 августа 1944 года удостоен звания Герой Советского Союза. Золотая Звезда не вручена в связи с гибелью
- Киньдюшев Иван Иванович, гвардии майор, заместитель штурмана 26-го гвардейского авиационного полка дальнего действия 2-й гвардейской бомбардировочной авиационной дивизии дальнего действия 2-го гвардейского бомбардировочного авиационного корпуса авиации дальнего действия Указом Президиума Верховного Совета СССР 19 августа 1944 года удостоен звания Герой Советского Союза. Золотая Звезда № 4438
- Кондрин Сергей Фёдорович, гвардии майор, командир эскадрильи 18-го гвардейского авиационного полка дальнего действия 2-й гвардейской бомбардировочной авиационной дивизии дальнего действия 2-го гвардейского бомбардировочного авиационного корпуса авиации дальнего действия Указом Президиума Верховного Совета СССР 19 августа 1944 года удостоен звания Герой Советского Союза. Золотая Звезда № 4065
- Кочнев Владимир Георгиевич, гвардии капитан, командир эскадрильи 26-го гвардейского авиационного полка дальнего действия 2-й гвардейской бомбардировочной авиационной дивизии дальнего действия 2-го гвардейского бомбардировочного авиационного корпуса авиации дальнего действия Указом Президиума Верховного Совета СССР 19 августа 1944 года удостоен звания Герой Советского Союза. Золотая Звезда не вручена в связи с гибелью
- Назаров Алексей Тимофеевич, гвардии подполковник, заместитель командира 18-го гвардейского авиационного полка дальнего действия 2-й гвардейской бомбардировочной авиационной дивизии дальнего действия 2-го гвардейского бомбардировочного авиационного корпуса авиации дальнего действия Указом Президиума Верховного Совета СССР 19 августа 1944 года удостоен звания Герой Советского Союза. Золотая Звезда № 4064
- Петушков Алексей Свиридович, гвардии подполковник, заместитель командира 3-го гвардейского авиационного полка дальнего действия 2-й гвардейской бомбардировочной авиационной дивизии дальнего действия 2-го гвардейского бомбардировочного авиационного корпуса авиации дальнего действия Указом Президиума Верховного Совета СССР 19 августа 1944 года удостоен звания Герой Советского Союза. Золотая Звезда № 5095
- Романов Владимир Фёдорович, капитан, штурман звена 18-го гвардейского авиационного полка дальнего действия 2-й гвардейской бомбардировочной авиационной дивизии дальнего действия 2-го гвардейского бомбардировочного авиационного корпуса авиации дальнего действия Указом Президиума Верховного Совета СССР 19 августа 1944 года удостоен звания Герой Советского Союза. Золотая Звезда № 4067
- Соколов Сергей Николаевич, гвардии подполковник, заместитель по политической части командира 3-го гвардейского авиационного полка дальнего действия 2-й гвардейской бомбардировочной авиационной дивизии дальнего действия 2-го гвардейского бомбардировочного авиационного корпуса авиации дальнего действия Указом Президиума Верховного Совета СССР 19 августа 1944 года удостоен звания Герой Советского Союза. Золотая Звезда № 5096
- Ткаченко Андрей Яковлевич, гвардии майор, командир эскадрильи 18-го гвардейского авиационного полка дальнего действия 2-й гвардейской бомбардировочной авиационной дивизии дальнего действия 2-го гвардейского бомбардировочного авиационного корпуса авиации дальнего действия Указом Президиума Верховного Совета СССР 5 ноября 1944 года удостоен звания Герой Советского Союза. Золотая Звезда № 5114